# Manuvinakurike, Koratagere
Manuvinakurike là một làng thuộc tehsil Koratagere, huyện Tumkur, bang Karnataka, Ấn Độ.